# Nấm lớn

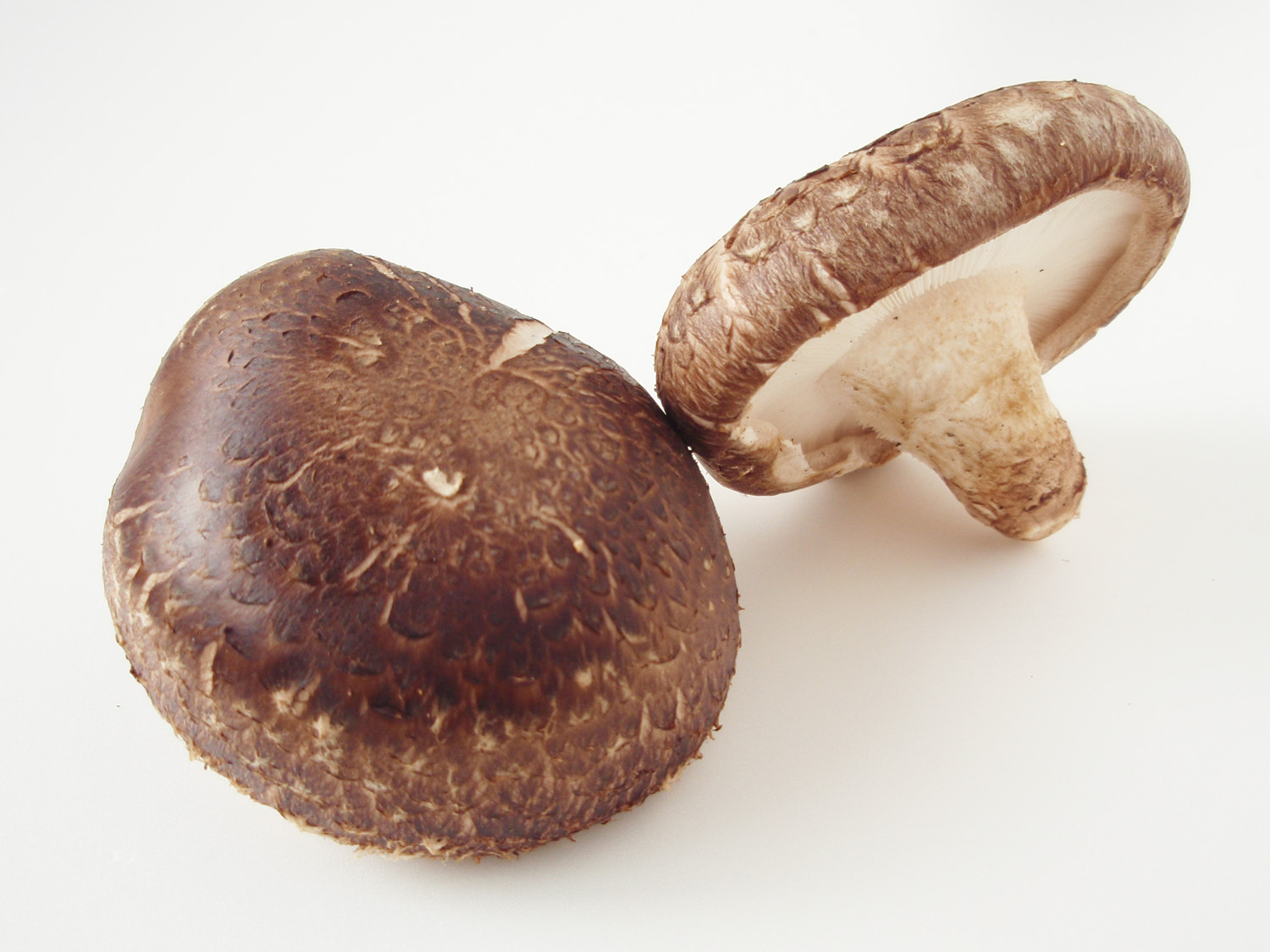
Nấm hương

Nấm lớn hay nấm thể quả thường để chỉ những loại nấm thuộc ngành Basidiomycota và Agaricomycetes. Nấm thể quả được biết đến với hai dạng: nấm ăn được và nấm độc. Nấm ăn được sử dụng rộng rãi làm thực phẩm, chúng có thể sử dụng trong rất nhiều món ăn, ở nhiều nền ẩm thực khác nhau. Nấm là thực phẩm có giá trị dinh dưỡng cao, có độ đạm cao và ít chất béo, chứa nhiều vitamin nhóm B và C.

## Đặc điểm sinh học
Nấm được phân loại riêng so với thực vật và động vật được gọi giới hạn. Đặc điểm phân loại quan trọng phân chia nó thành giới riêng có rất nhiều nguyên nhân. Nấm chưa cấu trúc mô, nấm có thể là đơn bào hoặc đa bào, không có chất diệp lục, chất dự trữ trong nấm không phải là tinh bột và glycogen như thực vật, động vật. Nấm sinh sản bằng bào tử hoặc sinh sản sinh dưỡng (sợi nấm hay tơ nấm). Nấm là sinh vật hoại sinh chúng hấp thụ dinh dưỡng từ các thực vật hoặc động vật chết, một số ký sinh.
Tơ nấm trong suốt không màu nhưng khi phát sinh bào tử có màu khác nhau (vàng, đỏ, đen, nâu...) nên người ta dễ nhầm lẫn màu của sợi nấm. Với nhóm nấm lớn thì nấm mà ta thường gọi thực ra là thể quả của sợi nấm. Thể quả có nhiều hình dạng và màu sắc khác nhau. Một số nấm được biết đến có thể ăn được đã được chúng ta sử dụng từ lâu, nhưng vẫn còn rất nhiều loại nấm chưa xác định có độc tố rất mạnh nên chúng ta phải thật cẩn thận khi sử dụng những loại nấm lạ đặc biệt là có màu sắc sặc sỡ.
Nấm là sinh vật không thể thiếu trong đời sống, không có nấm chu trình tuần hoàn vật chất sẽ bị mất một mắt xích quan trọng trong việc phân hủy chất bã hữu cơ. Nấm còn đem lại nguồn thực phẩm giàu đạm, đầy đủ các amino acid thiết yếu, hàm lượng chất béo ít và là những acid béo chưa bão hòa do đó tốt cho sức khỏe, giá trị năng lượng cao, giàu khoáng chất và các vitamin. Ngoài ra, trong nấm còn chứa nhiều hoạt chất có tính sinh học, góp phần ngăn ngừa và điều trị bệnh cho con người, vì hầu như các loài nấm ăn đều có tác dụng phòng ngừa chống u bướu.
Hiện nay các nhà khoa học đang nghiên cứu và phát hiện ra trong thành phần của nấm có những hoạt chất có dược tính rất mạnh với các căn bệnh nan y hiện nay như viêm gan, ung thư, HIV v.v Việc đưa vào sử dụng rộng rãi các chế phẩm được tách chiết từ nấm sẽ giúp con người khỏe mạnh và phòng chống được nhiều căn bạn tiềm ẩn nguy hiểm như cao huyết áp. Các giống nấm được biết đến nhiều có thể nhắc đến như linh chi, nấm lim, nấm Thượng Hoàng.

## Hàm lượng

### Chất đạm

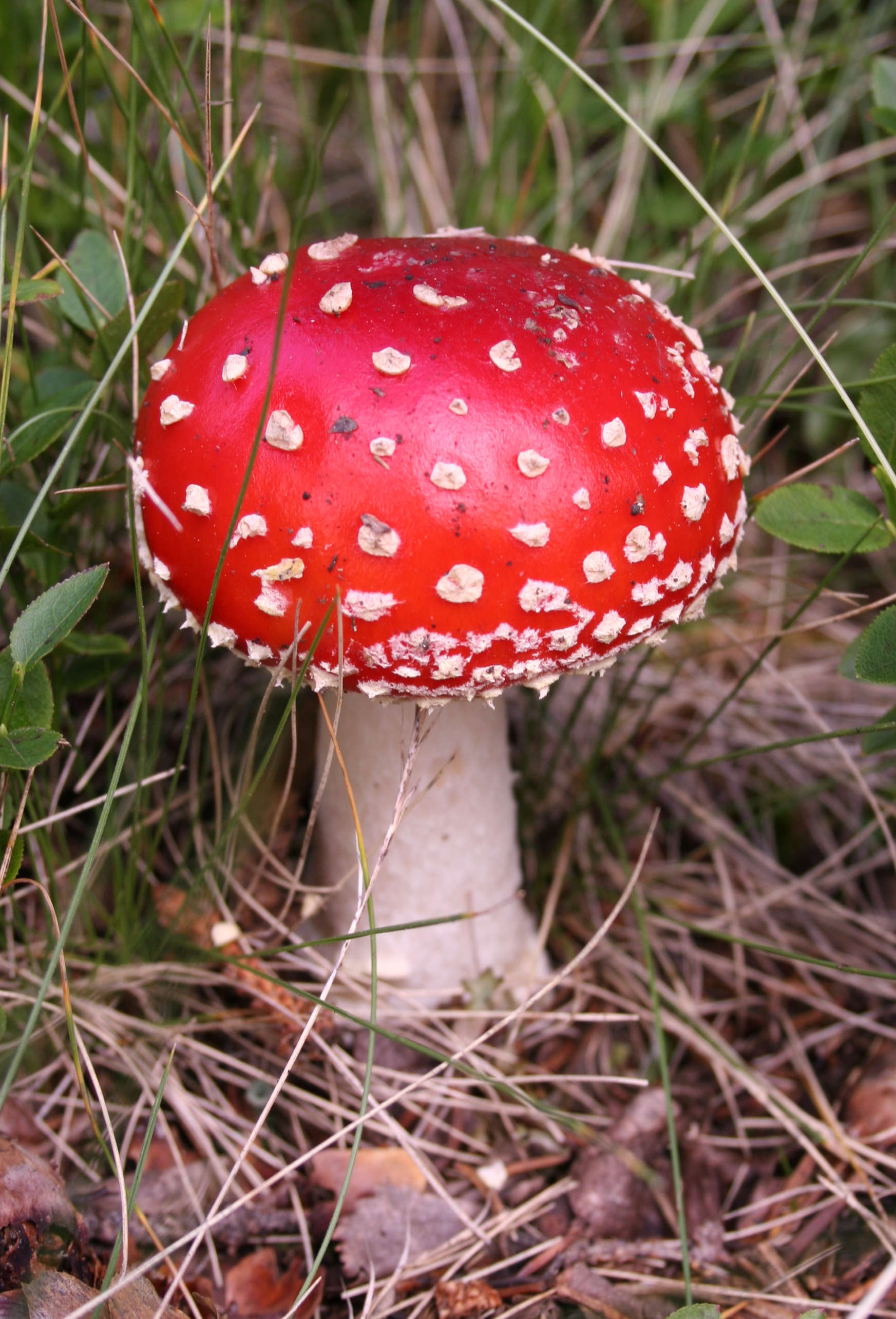
Một cây nấm

Nấm có hàm lượng đạm cao. Hàm lượng đạm thô ở một số loại nấm như:
- Nấm mèo từ 4 - 8%
- Nấm rơm lên đến 43%
- Nấm mỡ hay nấm bún là 23,9 - 34,8%
- Nấm đông cô là 13,4 - 17,5%
- Nấm bào ngư là 10,5 -30,4% (bào ngư mỏng pleurotussajor-caju là 9,9 - 26,6%),
- Nấm kim châm là 17,6%
- Nấm hầm thủ từ 23,8 -31,7%.

Nấm có đầy đủ các amino acid thiết yếu như: isoleucin, leucin, lysin, methionin, phenylalanin, threonin, valin, tryptophan, histidin. Đặc biệt nấm giàu lysin và leucin, ít tryptophan và methionin. Đối với nấm rơm khi còn non (dạng nút tròn) hàm lượng protein thô lên đến 30%, giảm chỉ còn 20% và bung dù. Ngoài ra, tùy theo cơ chất trồng nấm mà hàm lượng đạm có thay đổi. Nhìn chung, lượng đạm của nấm chỉ đứng sau thịt và sữa, cao hơn các loại rau cải, ngũ cốc như khoai tây (7,6%), bắp cải (18,4%), lúa mạch (7,3%) và lúa mì (13,2%).

### Chất béo

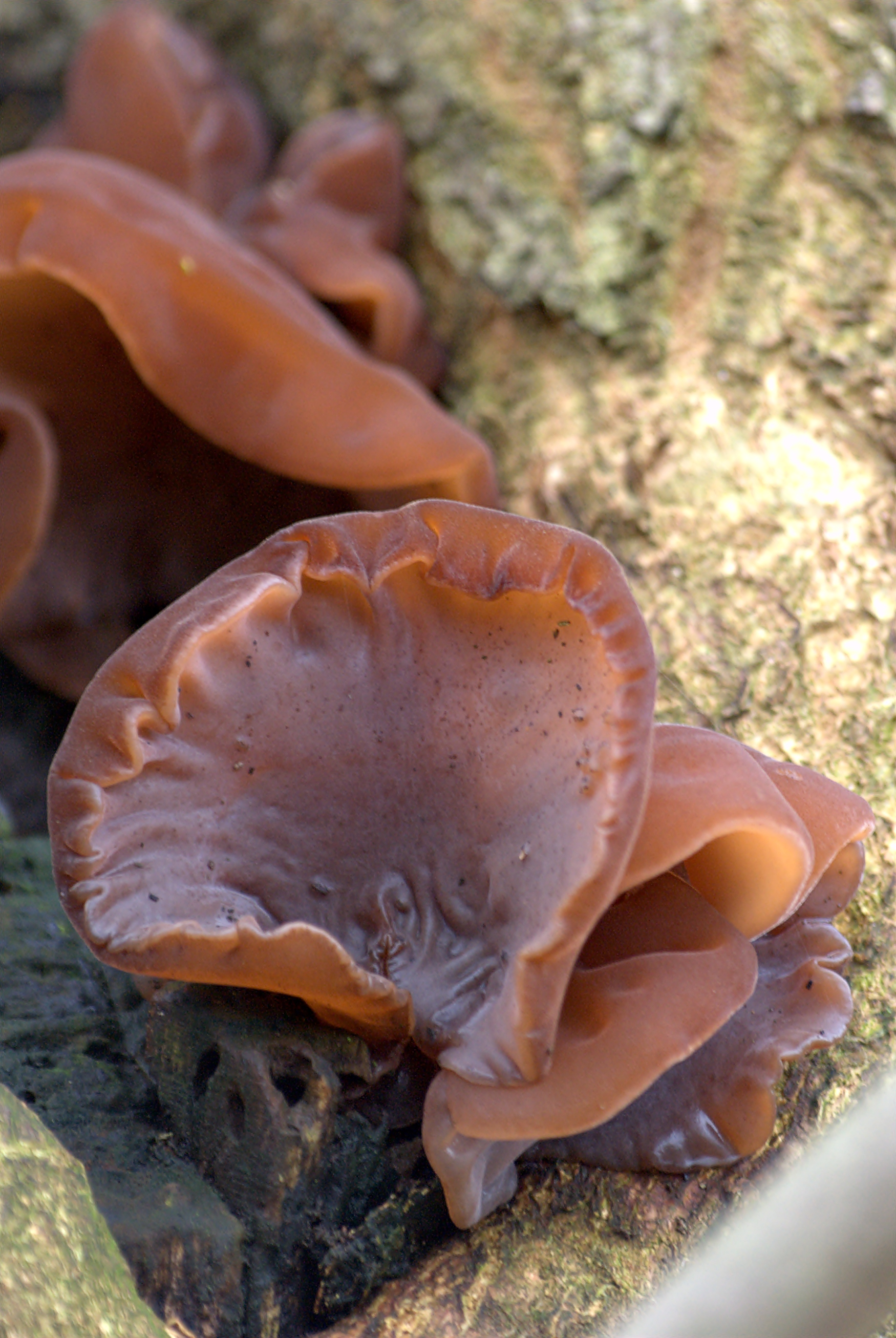
Mộc nhĩ

Chất béo có trong các loại nấm chiếm từ 1 - 10% trọng lượng khô của nấm, bao gồm các acid béo tự do, monoflycerid, diglycerid và triglyceride, serol, sterol ester, phos - phor lipid và có từ 72 - 85% acid béo thiết yếu chiếm từ 54 -76% tổng lượng chất béo.
- Nấm mỡ và nấm rơm là 69 -70%.
- Nấm mèo là 40,39%,
- Bào ngư mỏng là 62,94%
- Nấm kim châm là 27,98%.

### Chất xơ
Tổng lượng cacbohydrat và sợi: chiếm từ 51 - 88% trong nấm tươi và khoảng 4 - 20% trên trọng lượng nấm khô, bao gồm các đường pentose, methyl pentos, hexose, disaccharide, đường amin, đường rượu, đường acid. Thành phần chính của sợi nấm ăn là chitin, một polymer của n–acetylglucosamin, cấu tạo nên vách của tế bào nấm. Sợi chiếm từ 3,7% ở nấm kim châm cho đến 11,9 - 19,8% ở các loại:
- Nấm mèo: Từ 7,5 - 17,5%
- Nấm bào ngư: 8 -14%
- Nấm mỡ: 7,3 - 8%

### Khoáng chất và sinh tố

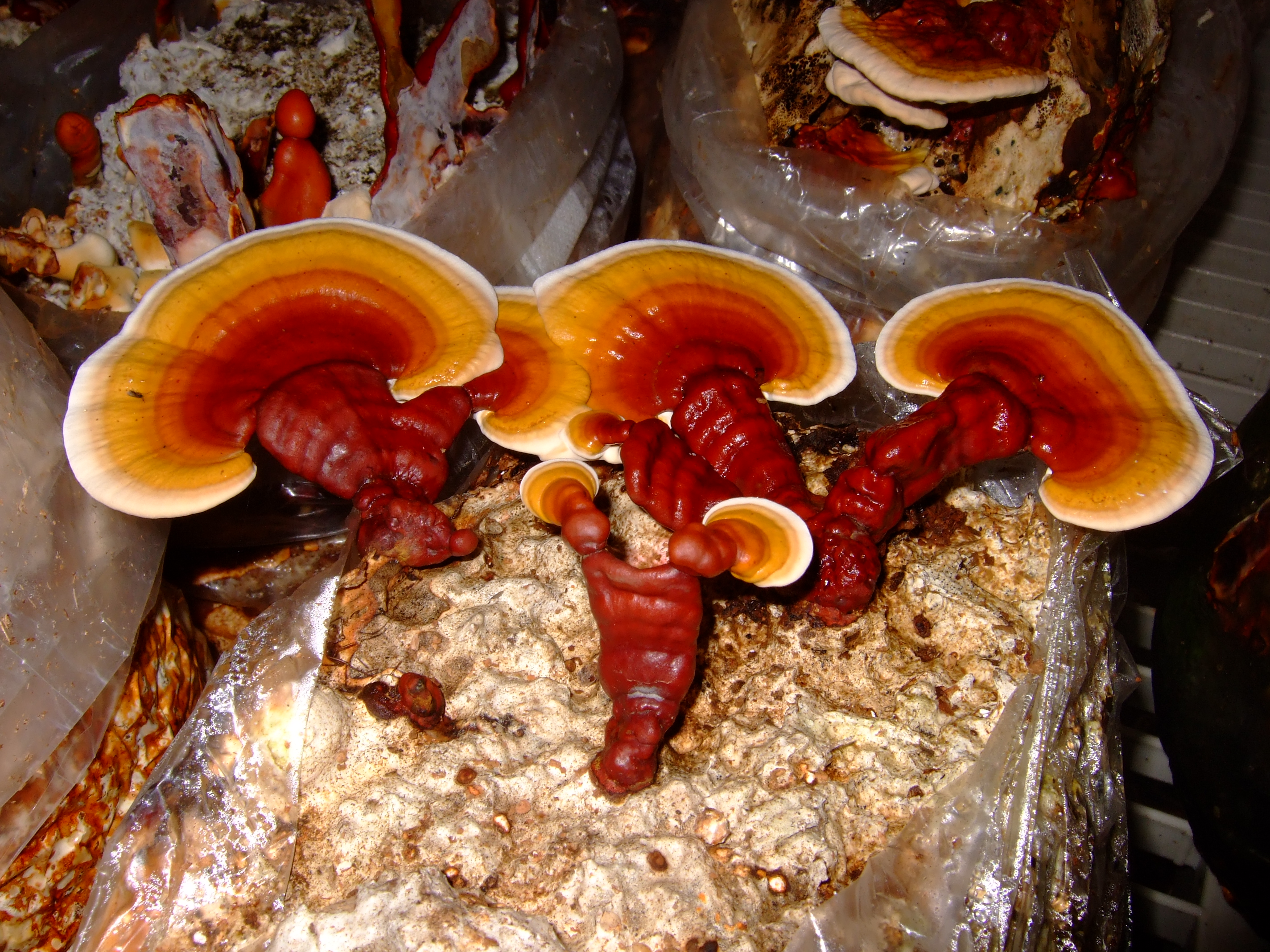
Ganoderma lucidum

Nấm cũng có chứa một số vitamin như: thiamin (B1), riboflavin (B2), niacin (B3), acid ascorbic (vitaminC)...
Khoáng chất: Nấm ăn là nguồn cung cấp chất khoáng cần thiết cho cơ thể. nguồn này lấy từ cơ chất trồng nấm, thành phần chủ yếu là kali, kế đến là phosphor, natri, calci và magnesi, các nguyên tố khoáng này chiếm từ 56 - 70% lượng tro. Phosphor và calci trong nấm luôn luôn cao hơn một số loại trái cây và rau cải. Ngoài ra còn có các khoáng khác như sắt, đồng, kẽm, mangan, coban...

### Giá trị năng lượng
Giá trị năng lượng của nấm: Được tính trên 100 g nấm khô. 
- Nấm mỡ: 328 - 381Kcal
- Nấm hương: 387 - 392 Kcal
- Nấm bào ngư xám: 345 - 367 Kcal
- Nấm bào ngư mỏng: 300 - 337 Kcal
- Nấm bào ngư trắng: 265 - 336 Kcal
- Nấm rơm: 254 - 374 Kcal
- Nấm kim châm: 378 Kcal
- Nấm mèo (Mộc nhĩ) 347 - 384 Kcal
- Nấm hầm thủ: 233 kcal.

## Sử dụng

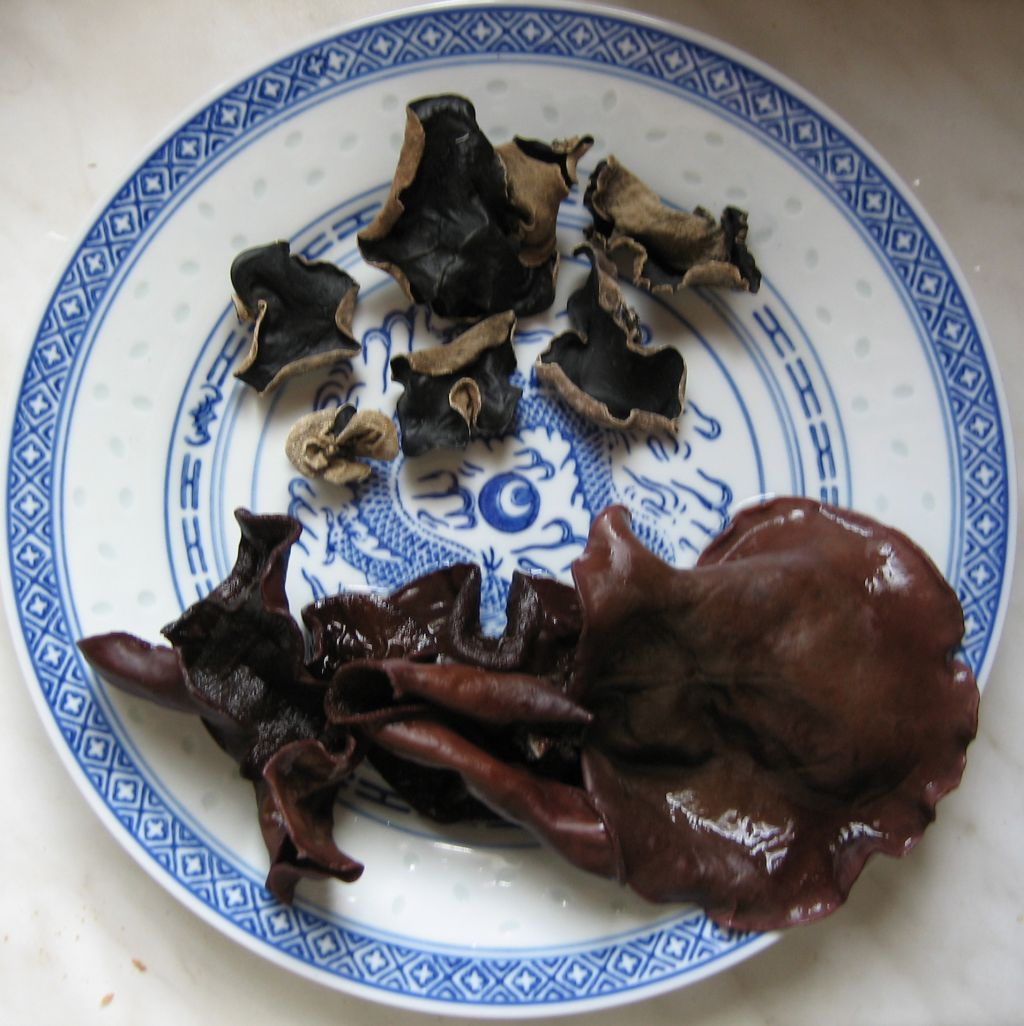
Sử dụng nấm:Nấm mèo sấy khô (trên) và nấm mèo sấy khô đã được ngâm nở trong nước (dưới)

Nấm là loại thực phẩm được xếp vào loại rau sạch rất giàu dinh dưỡng, có thể thay thế thịt cá và là nguồn dược liệu quý. Nấm có công dụng phòng ung thư, tăng cường sức khỏe, nhiều loại nấm quý còn vừa là món ăn ngon vừa là mỹ phẩm thiên nhiên không tác dụng phụ giúp chống lão hóa, dưỡng tóc, đẹp da.
Theo các nhà khoa học nấm chứa 0,1g chất béo, 10 calo năng lượng, là nguồn cung cấp protein dồi dào, cân bằng nguồn dưỡng chất. Đối với người ăn chay, nấm được sử dụng thường xuyên để bổ sung protein cho thể trạng. Nấm được xem là nguyên liệu đa dạng, sử dụng trong nhiều món ăn vì chứa nguồn dinh dưỡng cao và dễ chế biến. Không sử dụng các loại nấm lạ khi không nắm rõ nguồn gốc và tác hại của chúng.
Người Việt Nam thường dùng nấm trong thực phẩm hàng ngày gồm các loại nấm truyền thống như: nấm rơm, nấm mèo, nấm đông cô, nấm hương, nấm mối, nấm tràm… hay một số loại nấm được trồng, hoặc được sử dụng như: nấm mỡ, nấm bào ngư, nấm kim châm, nấm ngân nhĩ, nấm hầm thủ, nấm cẩm thạch. Đây là loại thực phẩm bổ dưỡng và phù hợp với mọi lứa tuổi.